# جرائم فيميه
جرائم فيميه ((بالألمانية: Fememorde)‏) كانت سلسلة من جرائم القتل ذات الدوافع السياسية في ألمانيا في فترة جمهورية فايمار التي ارتكبت في 1919-1923 من قبل أقصى اليمين المتطرف الألماني ضد المعارضين السياسيين الذين يعتبرون الخونة. وكان من بين الضحايا الألمان المشتبه في قيامهم بالتجسس لصالح لجنة الحلفاء بتهمة فرض أحكام معاهدة فرساي بعد الحرب العالمية الأولى. وفي محاولة يائسة لإخفاء تراكمهم العسكري المتزايد، قام الريسوفير بمحاكمة الجواسيس المشتبه فيهم غيابياً واغتيال من تم الحكم عليهم بأنهم جواسيس.